# William Crawford Sherrod
William Crawford Sherrod, född 17 augusti 1835 i Courtland i Alabama, död 24 mars 1919 i Wichita Falls i Texas, var en amerikansk militär och politiker (demokrat). Han var ledamot av USA:s representanthus 1869–1871. Sherrod avancerade till överste i sydstatsarmén i amerikanska inbördeskriget.
År 1869 efterträdde Sherrod Thomas Haughey som kongressledamot och efter en mandatperiod i representanthuset efterträddes han 1871 av Joseph Humphrey Sloss.
Sherrod är begravd på Riverside Cemetery i Wichita Falls i Texas.